# Лис, Арсений Сергеевич
Арсений Сергеевич Лис (бел. Арсень Сяргеевіч Ліс; род. 4 февраля 1934, д. Вётхово, Молодечненский повет, Виленское воеводство, Польская Республика; ныне Сморгонский район, Беларусь — 28 мая 2018) — советский и белорусский фольклорист, литературовед, литератор. Член Союза писателей СССР (с 1967) и Союза белорусских писателей (с 1991). Доктор филологических наук.

## Воспитание и образование
Родился в белорусской сельской семье. Окончил филологический факультет БГУ (1956).
Учился в аспирантуре при Институте искусствоведения, этнографии и фольклора АН БССР.

## Трудовая деятельность
Преподавал белорусский язык и литературу в Шарковщинской средней школе, одновременно руководил педагогическим кабинетом Шарковщинского РОНО. В 1957—1959 гг. работал редактором Государственного издательства БССР. С 1959 года аспирант, с 1962 младший, с 1965 старший научный сотрудник Института искусствоведения, этнографии и фольклора АН БССР.
Исследовал фольклор, литературу, краеведение, историю и периодическую печать Западной Беларуси, жизнь представителей белорусского национально-освободительного движения, историю культуры. Автор монографий, литературных портретов, эссе. Один из составителей, автор вступительных статьей и комментариев многотомного академического сборника «Беларуская народная творчасць». Автор учебников для высшей школы: «Беларуская народна-паэтычная творчасць» (1979, один из авторов), «Беларуская вусная народная творчасць» (1979; 2000), «Гісторыя беларускай літаратуры ХХ ст.» (2000, один из авторов).
Кандидат филологических наук (1965), доктор филологических наук (1997).
С 2004 па 2008 год был членом экспертного совета ВАК (Высшей аттестационной комиссии Республики Беларусь). Заместитель главы учёного совета по защите диссертаций по специальностям фольклористики и этнографии.
Похоронен в деревне Залесье Сморгонского района.

## Исследовательская деятельность
В печати по вопросам белорусской культуры начал выступать в 1955 г. Многие годы собирал и анализировал календарно-обрядовый фольклор, является автором ряда монографий и учебных пособий по фольклористике.
Активный автор универсальной и отраслевых белорусских энциклопедий. Один из составителей шеститомной научно-теоретической работы «Беларускі фальклор. Жанры, віды, паэтыка» (2001—2007) и четырёхтомника «Гісторыя беларускай літаратуры ХХ ст.» (большой раздел по литературе Западной Беларуси во 2-м томе). Автор монографий «Браніслаў Тарашкевіч» (1966), «Мікола Шчакаціхін: Хараство непазнанай зямлі» (1968), «Пётра Сергіевіч» (1970), «Купальскія песні» (1974), «Вечны вандроўнік: нарыс пра мастака Язэпа Драздовіча» (1984), «Пякучай маланкі след: Эцюды да партрэта мастака Горыда» (1981), «Валачобныя песні» (1989), «Жніўныя песні» (1991). Произведения «Ад матчыных песень» (1973), «Песня ў спадчыну» (1989). Книги «Gloria victis!» (2010), «Арсень Ліс. Выбранае» (2014) вышли в серии «Беларускі кнігазбор».
В книгу А. Лиса «Цяжкая дарога свабоды» (1994) вошли литературные портреты Владимира Короткевича, Аркадия Смолича, Григория Ширмы, Антона Гриневича, Томаша Гриба, Леопольда Радевича, Александра Власова, Александра Цвикевича. Писал очерки о творчестве художника Язэпа Дроздовича: «Шляхі і пошукі», про собирателя песенного фольклора Антона Гриневича «Песня прасілася ў свет».
Составитель сборников «Беларускія народныя песні» (1970), «Жніўныя песні» (1974), «Восеньскія і талочныя песні» (1981), «Максім Гарэцкі: Успаміны, артыкулы, дакументы» (с Янкой Соломевичем, 1984), «Купальскія і пятроўскія песні» (1985), собрания сочинений Бронислава Тарашкевича «Выбранае. Публіцыстыка» (1991). Редактировал мемуары Павлины Мядзиолко «Сцежкамі жыцця».
Автор и соавтор сценариев документальных фильмов «Песня на ўсё жыццё» (о Григории Ширме, 1984), «Прысады жыцця» (о Максиме Горецком, 1985), «Зямля Тарашкевіча» (1991), «Аркадзь Смоліч» (1992), «Дзядзька Уласаў» (об Александре Власове, 1992), «Адвечныя званы» (о Митрофане Довнар-Запольском, 1993).

## Награды
- Лауреат Государственной премии БССР (1986) за участие в подготовке и издании академического собрания белорусского народного творчества.
- Лауреат литературной премии имени Максима Горецкого (1994) за книгу «Цяжкая дарога свабоды».
- Награждён медалью Язэпа Дроздовича за «старание на ниве белорусского искусства» (25 марта 1998 г.) медалью Анатолия Берёзки «Цвяток Радзімы» и соответствующими дипломами.

Внесён в книгу «Рупліўцы твае, Беларусь».

## Избранная библиография
- Браніслаў Тарашкевіч. — Мн., 1966.
- Мікола Шчакаціхін: Хараство непазнанай зямлі. — Мн., 1968.
- Пётра Сергіевіч. — Мн., 1970.
- Купальскія песні. — Мн., 1974.
- Пякучай маланкі след: Эцюд да партрэта мастака Горыда. — Мн., 1981.
- Вечны вандроўнік. — Мн., 1984.
- Валачобныя песні. — Мн., 1989.
- Песню — у спадчыну. — Мн., 1989.
- Цяжкая дарога свабоды: Артыкулы, эцюды, партрэты / А. Ліс. — Мінск: Мастацкая літаратура, 1994. — 414 с.
- Gloria victis! / А. С. Ліс. — Мінск : Логвінаў, 2008. — 574 с.
- Арсень Ліс. Выбранае[5] — Мінск: Беларус. навука, 2014. — 592 с.